# Sentinel-2
Sentinel-2 è una missione sviluppata dall'Agenzia Spaziale Europea nell'ambito del programma Copernicus per monitorare le aree verdi del pianeta e fornire supporto nella gestione di disastri naturali. Si costituisce di due satelliti, Sentinel-2A e Sentinel-2B, che saranno successivamente sostituiti dal Sentinel-2C, lanciato nel 2024, e dal Sentinel-2D.

## Panoramica
La missione ha le seguenti caratteristiche:
- acquisizione immagini multispettro in 13 bande del visibile e infrarosso;
- copertura globale delle terre emerse tra gli 84° S e gli 84° N, acque costiere e tutto il Mar Mediterraneo;
- sorvolo di uno stesso punto sulla superficie terrestre con lo stesso angolo di visuale ogni 5 giorni. Alle latitudini più alte il sorvolo della superficie è più frequente, ma con differenti angoli di visuale;
- risoluzione di dettagli al suolo di 10, 20 e 60 metri a seconda della banda dello spettro;
- orizzonte al suolo di 290 km;
- dati liberamente accessibili.

Per garantire un'alta frequenza di sorvoli e disponibilità continuativa, due satelliti identici operano simultaneamente sulla stessa orbita eliosincrona a 786 km di altezza e sfalsati di 180 gradi.

## Lanci

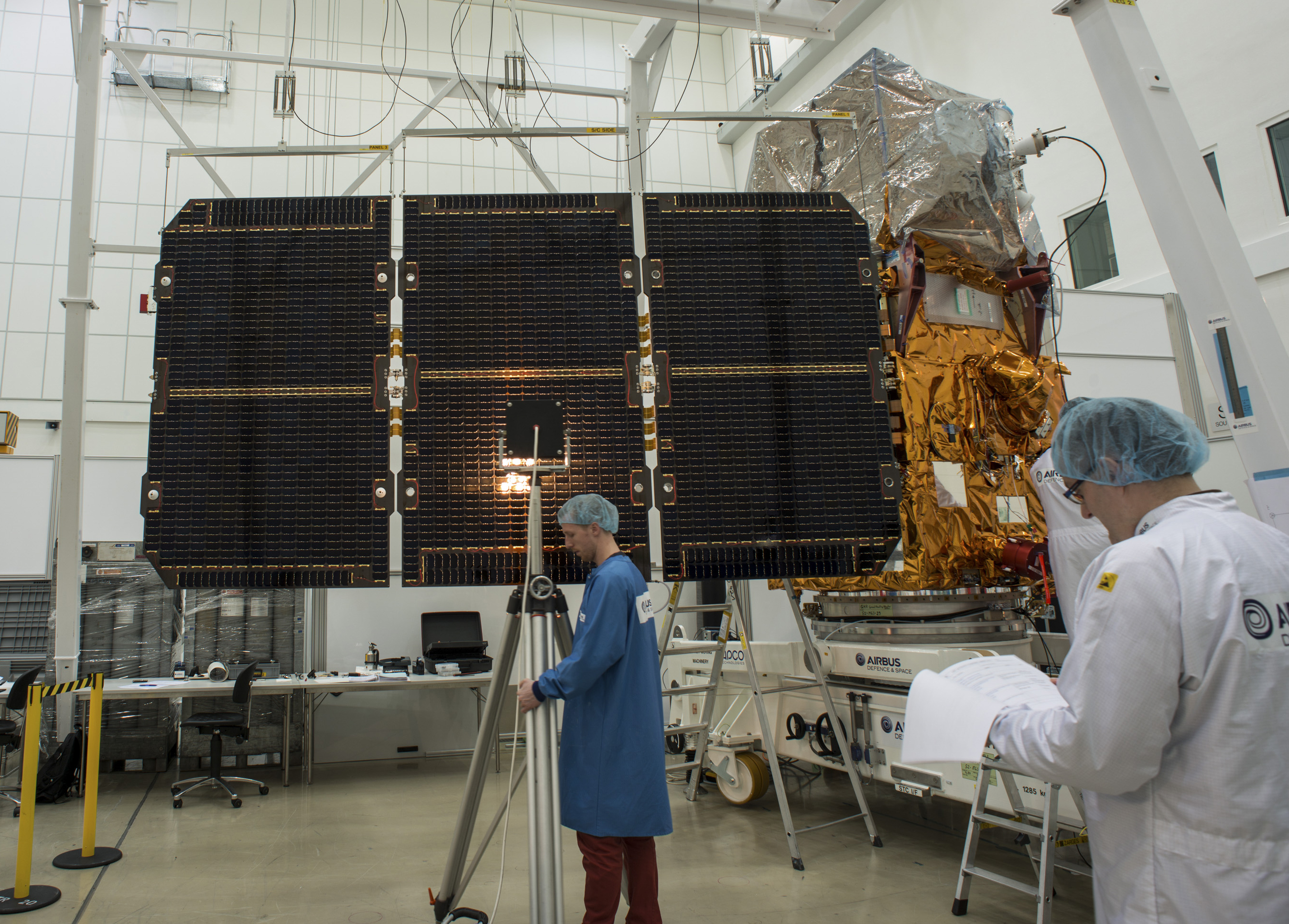
Tecnici al lavoro sul satellite Sentinel-2A.

Il primo satellite, Sentinel-2A, è stato lanciato il 23 giugno 2015 alle 01:52 UTC con un vettore Vega. Sentinel-2B è stato lanciato il 7 marzo 2017 alle 01:49 UTC, sempre a bordo di un Vega. Il lancio di Sentinel-2C, il 5 settembre 2024 alle 01:50 UTC, è stata anche l'ultima missione del vettore Vega (VV24) nella sua configurazione originale.

## Strumentazione
I satelliti Sentinel-2 montano uno strumento denominato imager multispettrale (MSI) in grado di acquisire immagini su 13 canali nel visibile/infrarosso e nella banda dell'infrarosso ad onde corte.

## Applicazioni

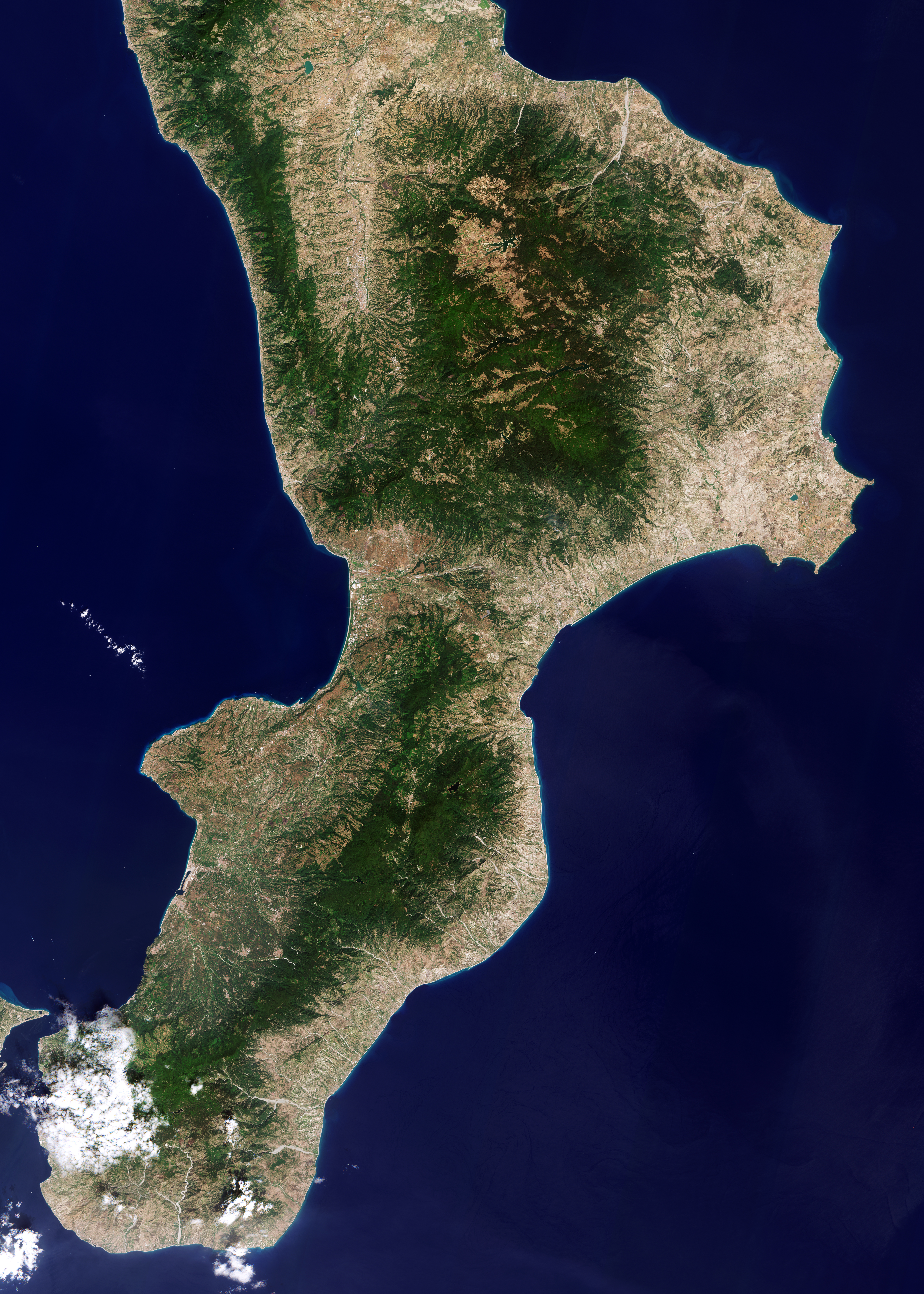
Immagine della Calabria scattata da un satellite Sentinel-2 nel settembre 2021.

Il programma Sentinel-2 è in grado di monitorare lo sviluppo di piante in ambito agricolo o forestale, valutando le variazioni nei livelli di clorofilla e contenuti di acqua.
Oltre alla crescita delle piante, Sentinel-2 può essere usato per ottenere informazioni sull'inquinamento dei laghi e delle acque costiere e, in caso di estesi disastri ambientali come allagamenti, eruzioni vulcaniche o smottamenti, è di supporto nella gestione delle emergenze.